# أسماء (اسم)
أسماء هو اسم علم مؤنث من أصل عربي. وهو مستخدم في العالم العربي والدول ذات الأغلبية المسلمة.

## معنى الاسم
- هو جمع لـ «اسم»[1]، أي ما يُعرَّف به الفرد للتفريق بينه وبين غيره.
- اُشتق منه الاسم التركي والبوسني «إسما».[2]

## شخصيات تحمل الاسم
من الشخصيات البارزة التي تحمل الاسم نفسه:

### تاريخية
- أسماء بنت أبي بكر (صحابية من السابقين الأولين في الإسلام، لُقّبت بذات النطاقين، 595 – نوفمبر 692).
- أسماء بنت خمارويه (المعروفة باسم قطر الندى).
- أسماء بنت عميس (صحابية من السابقين الأولين).
- أسماء سلطان (أميرة عثمانية، 17 يوليو 1778 – 9 يونيو 1848).
- أسماء بنت شهاب (ملكة اليمن في القرن 11).

### القرن 20 و21
- أسماء أميرة المغرب (متسابقة يخت مغربية، 29 سبتمبر 1965 – )
- أسماء الأسد (زوجة الرئيس السوري بشار الأسد، 11 أغسطس 1975 – )
- أسماء الغول (صحفية فلسطينية، 17 يناير 1982 – )
- أسماء سلطان (ابنة السلطان عبد العزيز، 21 مارس 1873 – 22 أكتوبر 1899)
- أسماء عبد الحميد (سياسية دنماركية، 22 نوفمبر 1981 – )
- أسماء محفوظ (ناشطة مصرية، 1 فبراير 1985 – )
- أسماء نيانج (4 يناير 1983 – )